# Adelheid von Weimar-Orlamünde
Adelheid von Weimar-Orlamünde (* um 1055; † 28. März 1100, bestattet in Springiersbach, Gedächtnis in Maria Laach und Echternach) war die Erbtochter des Grafen Otto I. von Weimar und Orlamünde, der 1062–1067 auch Markgraf von Meißen war, und der Adela von Brabant, Tochter des Grafen Lambert II. von Löwen aus dem Hause der Reginare. Sie starb auf einer Pilgerreise nach Rom.

## Leben
Adelheid, die als Pfalzgräfin (Siegelbeschriftung: Adelheit Palatina comitissa) eines der ältesten erhaltenen Frauensiegel führte, stammte aus dem Adelsgeschlecht Weimar. Sie war dreimal verheiratet und verwitwet: 
- In erster Ehe heiratet sie den Askanier Adalbert II. von Ballenstedt (* um 1030; † 1079/1080), der um 1079 von Egeno II. von Konradsburg, wohl in einer Fehde, heimtückisch ermordet wurde. Dieser Ehe entstammten zwei Kinder: 
  - Otto der Reiche (* um 1070/73; † 1123), der das askanische Erbe seines Vaters erhielt; er wurde Graf von Ballenstedt, Graf von Anhalt, ab 1112 Herzog von Sachsen und er lag lange Jahre mit der Mördersippe, die seinen Vater hinterrücks erschlagen hatten, in Fehde (wg. Besitz Entfremdung etc.).
  - Siegfried (* um 1075; † 1113), der die weimar-orlamündischen Ansprüche seiner Mutter erbte; er wurde nach dem Tod seines Stief- und Adoptivvaters Pfalzgraf bei Rhein.

- Nach Adalberts Ermordung heiratete Adelheid Anfang 1080 in zweiter Ehe den Pfalzgrafen Hermann II. von Lothringen (* um 1049; † 1085) aus dem Geschlecht der Ezzonen. Hermann fiel in einem Zweikampf gegen Albert III. von Namur am 20. September 1085. Aus dieser Ehe hatte sie zwei Kinder, die jedoch beide schon 1085 starben.

- Nach Hermanns Tod 1085 heiratete Adelheid in dritter Ehe Heinrich II. von Gleiberg-Luxemburg (* um 1050, † 12. April 1095), der sich nach seiner Laacher Burg am Ostufer des Sees Heinrich II. von Laach nannte. Er war Graf im Mayengau und vielleicht auch im Engersgau. Heinrich wurde (zumindest ab 1087) Nachfolger Hermanns als Pfalzgraf und nannte sich als erster „Pfalzgraf bei Rhein“. Die Ehe blieb kinderlos. Heinrich adoptierte Adelheids zweiten Sohn aus erster Ehe, Siegfried von Ballenstedt, der nach dem Tod Heinrichs 1099 sein Nachfolger als Pfalzgraf bei Rhein wurde.

## Stiftung der Abtei St.Maria zu Laach
Adelheids dritter Gemahl Heinrich II. von Laach stiftete 1093 unter Zustimmung und Mitwirkung Adelheids in Laach (das er von seinem Vater ererbet hatte) die Abbatia ad Lacum (deutsch: Abtei zu Laach, das Wort Laach – verwandt mit unserem heutigen Wort Lache – entstammt dem althochdeutschen lacha (aus latein. lacus, -ūs m. – See) und bedeutet See) zu Ehren der heiligen Gottesmutter Maria und des heiligen Nikolaus. Die Bauarbeiten wurden nach Adelheids Tod 1100 unterbrochen. Erst 1112 erneuerte Adelheids Sohn und Heinrichs Stiefsohn und Erbe, Pfalzgraf Siegfried, die Stiftung und ließ die Bauarbeiten wieder aufnehmen. Seit 1863 heißt sie Abtei Maria Laach und ist seit 1892 von Benediktinermönchen besiedelt.